# Tatiana Soukhotina-Tolstaïa
Tatiana Lvovna Soukhotina-Tolstaïa, en russe : Татья́на Льво́вна Сухотина́-Толста́я, née le 4 octobre 1864 et morte le 21 septembre 1950, est une écrivaine russe, fille de Léon Tolstoï.

## Biographie
Tatiana Soukhotina-Tolstoïa est le second enfant et la plus âgée des filles de Léon Tolstoï et de Sophie Behrs. Elle est née et a été élevée dans la propriété familiale de Iasnaïa Poliana, au sud de Toula.
Elle commence à tenir un journal à l'âge de 14 ans, et le continuera pendant près de 40 ans. Son père encourageait ses enfants à le faire, et il lisait quelquefois celui de Tatiana , ce qui donne un intérêt particulier aux passages où elle parle de lui, de son mode de vie et des évènements familiaux.
Elle se montre intéressée par la peinture, et en 1881, elle entre à l'école de peinture, de sculpture et d'architecture de Moscou, où elle a comme professeurs Vassili Perov, Illarion Prianichnikov et Leonid Pasternak. Elle étudie aussi avec Nikolaï Gay. Elle est également en relation avec Ilia Répine.
Comme ses sœurs Maria et Aleksandra, elle suit les enseignements de Tolstoï, est végétarienne, antimilitariste et profondément pacifiste.
En 1899, elle se marie avec Mikhaïl Soukhotine (ru), né en 1850, malgré les réserves de son père, celui-ci étant plus âgé qu'elle. Ils ont une fille en 1905, également appelée Tatiania.
À la mort de son mari, en 1914, elle revient à Iasnaïa Poliana. Elle y est gardienne du musée consacré à Tolstoï de 1917 à 1923. Entre 1923 et 1925, elle est directrice du musée Tolstoï à Moscou et crée une école de dessin pour enfants,.
En 1925, elle émigre avec sa fille (elle épouse le juriste L. Albertini) à Paris, où elle est en relation avec l'émigration russe, notamment Bounine, Chaliapine, Stravinsky et Benois. Elle donne des conférences à la Sorbonne et dans différentes villes d'Europe.
Elle part en 1930 en Italie, et où elle vit le reste de sa vie. Elle prend part à la création du fonds de charité Tolstoï créé en 1939.
Elle meurt en 1950 à Rome.

## Œuvre

### Ouvrages littéraires
Ses mémoires, s'appuyant sur le journal qu'elle a tenu de 1878 à 1932, ont été publiés en 1951 en anglais et en 1953 en français. À part des extraits parus dans Novy Mir en 1973, leur première publication en russe date 1976.
D'autres de ses ouvrages ont été traduits en français :
- Sur mon père, Paris, Allia, 2003, 123 p. (ISBN 2-84485-113-4, OCLC 402002328, lire en ligne) ;
- Avec Léon Tolstoï : souvenirs, A. Michel, 1975, 310 p. (ISBN 978-2-226-00227-3, OCLC 2347217, lire en ligne) ;
- Journal [« Дневник »]  (trad. Banine, préf. André Maurois), Paris, Plon,‎ 1953.

L'édition russe de référence de ses mémoires est la suivante :
- (ru) Воспоминания [« Mémoires »]  (Collection, introduction et sources par A. I. Schifman. Conception graphique par A. Remenik), Moscou, Художественная литература,‎ 1980, 528 p. (lire en ligne).

### Œuvres graphiques
Tatiana Soukhotina-Tolstoïa est l'auteur d'une trentaine de portraits de Tolstoï, exécutés au crayon, au fusain ou à la sanguine. Elle a peint une série d'études, rassemblées dans l'ouvrage Amis et hôtes d'Iasnaïa Poliana («Друзья и гости Ясной Поляны» ) - Moscou 1923). Au total, environ 300 œuvres graphiques sont connues d'elles,.